# Godheten
Godheten är en svensk dokumentärfilm från 2013 i regi av Stefan Jarl.
Filmen skildrar samtidens anda av girighet, egoism, dyrkan av mammon, överklassens återkomst, bonusar, riskkapitalister och privatiseringar av det allmänna, framväxten av ett nytt klassamhälle med tilltagande ojämlikhet, utslagning och ökande våld. Medverkar gör Thommy Berggren i rollen som Den girige och som sig själv, tillsammans med ekonomer och samhällsanalytiker samt ett par engelska professorer, Richard Wilkinson och Kate Picket.
Godheten spelades in efter ett manus av Jarl och Berggren och producerades av Jarl. Den fotades av Joakim Jalin, Ditte Lundberg och Jarl och premiärvisades 27 januari 2013 på Göteborgs filmfestival. Den hade biopremiär 15 februari 2013.
Filmen belönades med Svenska Kyrkans Filmpris 2013.
Sveriges Television köpte in filmen men ansåg sedan att den innehöll ”starka politiska åsikter” och var för kontroversiell för att visa under valåret 2014, så visningen av filmen sköts upp.

## Mottagande
Filmen fick ett blandat mottagande och har medelbetyget 3,0/5 på Kritiker.se, baserat på 13 recensioner. Mest positiva var Göteborgs-Posten och Kommunalarbetaren (båda 4/5) och mest negativa Svenska Dagbladet (1/6) och Metro (2/5).